# ستیریزین
ستیریزین (به انگلیسی: Cetirizine) که با نام تجاری Zyrtec نیز فروخته می‌شود، یک آنتی هیستامین نسل دوم است که برای درمان رینیت آلرژیک (تب یونجه)، درماتیت و کهیر استفاده می‌شود. ستیریزین به صورت خوراکی مصرف می‌شود. اثرات ستیریزین عموماً در عرض یک ساعت شروع شده و برای تقریباً یک روز ادامه می‌یابد. درجه فایده آن مشابه سایر آنتی هیستامین‌ها مانند دیفن هیدرامین است.
عوارض جانبی شایع شامل خواب آلودگی، خشکی دهان، سردرد و درد شکم است. برخلاف باور عموم ستیریزین تاحدی باعث خواب آلودگی می‌شود ولی به مراتب کمتر از آنتی هیستامین‌های نسل اول. استفاده در بارداری بی خطر به نظر می‌رسد، اما مصرف آن در دوران شیردهی توصیه نمی‌شود. این دارو با مسدود کردن گیرنده‌های اچ-۱ هیستامین، عمدتاً در خارج از مغز، عمل می‌کند. ستیریزین با داروهای آرام بخش تداخل دارد.
در سال ۱۹۸۱ ثبت اختراع شد و در سال ۱۹۸۷ مورد استفاده قرار گرفت. این دارو در فهرست داروهای ضروری سازمان بهداشت جهانی قرار دارد. این دارو به عنوان یک داروی ژنریک در دسترس است. در سال ۲۰۱۹، با بیش از ۱۱ میلیون نسخه، شصت و هفتمین داروی رایج تجویز شده در ایالات متحده بود.
رده درمانی: آنتی هیستامین اختصاصی
اشکال دارویی: قرص، شربت

## موارد مصرف
کاربرد اصلی آن در درمان آلرژی و خارش است. برای درمان رینیت آلرژیک به ویژه تب یونجه و بیماری‌های آلرژیک پوستی از قبیل کهیر و آنژیوادم نیز مصرف می‌شود. ستیریزین خواص آرامبخشی ضعیفی نیز دارد.
اندیکاسیون اولیه ستیریزین برای تب یونجه و سایر حساسیت‌ها است. از آنجایی که علائم خارش و قرمزی در این شرایط ناشی از اثر هیستامین بر گیرنده H1 است، مسدود کردن آن گیرنده‌ها به‌طور موقت آن علائم را تسکین می‌دهد.
ستیریزین همچنین معمولاً برای درمان کهیر حاد و در موارد خاص، مزمن، تجویز می‌شود که مؤثرتر از هر آنتی هیستامین نسل دوم دیگری است.

## اشکال دارویی
ستیریزین بدون نسخه در ایالات متحده به شکل قرص‌های ۵ و ۱۰ میلی‌گرمی موجود است. مقدار ۲۰ میلی‌گرم فقط با نسخه در دسترس است. همچنین به صورت شربت ۱ میلی‌گرم در میلی لیتر برای مصرف خوراکی با نسخه در دسترس است. در انگلستان، حداکثر ۳۰ قرص ۱۰ میلی‌گرمی در لیست فروش عمومی (داروها) قرار دارد و می‌توان آن را بدون نسخه و بدون نظارت داروساز خریداری کرد. این دارو می‌تواند به شکل قرص، کپسول یا شربت باشد.

## مکانیسم اثر
ستیریزین با مهار اختصاصی گیرنده‌های H1 (نوع یک گیرنده‌های هیستامین) عمل می‌کند. فرق آن با آنتی هیستامینهای قدیمیتر مثل کلرفنیرامین آن است که چون از سد خونی مغزی نمی‌گذرد، اثر تسکینی کمتری بر سیستم عصبی مرکزی دارد و خواب آلودگی آن کمتر است.

## عوارض جانبی
عوارض احتمالی: سردرد (۱۶٪)، خشکی دهان (۵٫۷٪)، خواب آلودگی (۵–۲۰٪) و خستگی (۵٫۶٪) است، در حالی که عوارض جانبی جدی تر اما نادر گزارش شده شامل نارسایی قلب، تاکی کاردی و اِدِم می‌باشد. قطع مصرف ستیریزین پس از استفاده طولانی مدت (معمولاً استفاده بیش از شش ماه) ممکن است منجر به خارش عمومی شود.
رایج‌ترین عوارض احتمالی مصرف ستیریزین عبارتند از:
- افزایش تعداد ضربان قلب
- نامنظم شدن ضربان
- احساس بی حوصلگی
- بیش فعالی
- گیجی و مشکلات بینایی و عدم حفظ تعادل
- کاهش مقدار ادرار
- خواب آلودگی
- خشک شدن دهان و گلو
- حالت تهوع
- سرفه
- یبوست

اما ستیریزین عوارض جانبی تخصصی دیگری نیز دارد:
- عوارض عمومی: سکته مغزی، خستگی شدید، خشکی دهان و گلو، سردرد، شکم درد، بیش فعالی و بی حوصلگی
- عوارض بر سیستم عصبی: به صورت شایع (۱۴٫۳ درصد) سکته مغزی، سردرد (۱۴ درصد)، سرگیجه (۱ تا ۱۰ درصد)، کاهش حس چشایی، پارستزی (حس سوزن سوزن شدن)، لرزش، میگرن، تیک‌های عصبی، اختلالات گوارشی، اختلال حافظه، دیازژیا، دیسکینزی، دیستونی، انسنکوپ، آمنیزی
- عوارض بر دستگاه گوارشی: خشک شدن دهان و گلو، حالت تهوع، استفراغ، اسهال، درد شکم، یبوست، نفخ، افزایش بزاق، پوسیدگی دندان، هموروئید، تغییر رنگ زبان، بزرگ شدن شکم
- عوارض بر دستگاه تنفسی: سرفه، اختلال در تنفس، تنگی نفس، عفونت دستگاه تنفسی فوقانی، برونشیت، افزایش خلط، سینوزیت
- عوارض از لحاظ روانی: سردرگمی، اختلال حافظه، کاهش میل جنسی، اضطراب، بیش فعالی، اختلال خواب، افسردگی، توهم، تیک عصبی، افزایش احتمال خودکشی
- سایر عوارض عمومی: کمر درد، درد قفسه سینه، آرتریت، پوکی استخوان، ضعیف شدن عضلات، خارش، عرق کردن زیاد، آلوپسی، درماتیت، خشک شدن پوست، جوش، اگزما، کم شدن ادرار، عفونت ادرار، بی‌اختیاری ادرار، درد پستان در زنان، خون ریزی زودهنگام قاعدگی، واژینیت، تپش قلب، تاکی کاردی، نارسایی قلبی، افزایش فشار خون، افزایش وزن و چاقی

## داروشناسی

L-استریوایزومر، لووستیریزین (بالا) و D-استریوایزومر ستیریزین

### فارماکودینامیک
ستیریزین به عنوان یک آنتاگونیست بسیار انتخابی گیرنده H1 هیستامین عمل می‌کند. مقادیر Ki برای گیرنده H1 تقریباً ۶ نانومولار برای ستیریزین، ۳ نانومتر برای لووستیریزین و ۱۰۰ نانومتر برای دکستروستیریزین است که نشان می‌دهد انانتیومر چپی، شکل فعال اصلی است. ستیریزین دارای ۶۰۰ برابر یا بیشتر گزینش پذیری برای گیرنده H1 نسبت به طیف گسترده‌ای از جایگاه‌های دیگر، از جمله استیل کولین موسکارینی، سروتونین، دوپامین، و گیرنده‌های α-آدرنرژیک، در میان بسیاری دیگر است. این دارو ۲۰٫۰۰۰ برابر یا بیشتر گزینش گیرنده H1 را نسبت به پنج گیرنده استیل کولین موسکارینی نشان می‌دهد و از این رو اثرات آنتی کولینرژیک را نشان نمی‌دهد. مهار ناچیز کانال hERG را نشان می‌دهد (IC50 > 30 میکرومولار) و هیچ سمیت قلبی با ستیریزین در دوزهای حداکثر ۶۰ میلی‌گرم در روز، (شش برابر دوز توصیه شده طبیعی و بالاترین دوز ستیریزین در افراد سالم) مشاهده نشده‌است.
ستیریزین تنها اندکی از سد خونی مغزی عبور می‌کند و به همین دلیل، در مقایسه با بسیاری از آنتی هیستامین‌های دیگر، کمترین آرام‌بخشی را ایجاد می‌کند. یک مطالعه برش‌نگاری با گسیل پوزیترون|توموگرافی (برش نگاری) گسیل پوزیترون (PET) نشان داد که اشغال مغزی گیرنده H1 برای ۱۰ میلی‌گرم ستیریزین ۱۲٫۶٪، برای ۲۰ میلی‌گرم ستیریزین ۲۵٫۲٪ و برای ۳۰ میلی‌گرم هیدروکسیزین ۶۷٫۶٪ است. (دوز ۱۰ میلی‌گرم ستیریزین از نظر اثر آنتی هیستامین محیطی برابر با دوز ۳۰ میلی‌گرم هیدروکسیزین است) مطالعات PET با آنتی هیستامین‌ها نشان داده‌است که اشغال گیرنده H1 مغز بیش از ۵۰٪ با شیوع بالای خواب آلودگی و زوال شناختی مرتبط است، در حالی که اشغال گیرنده H1 مغز کمتر از ۲۰٪ غیر آرامبخش در نظر گرفته می‌شود. بر این اساس، اشغال گیرنده H1 به خوبی با خواب آلودگی ذهنی برای ۳۰ میلی‌گرم هیدروکسی زین ارتباط داشت، اما هیچ ارتباطی برای ۱۰ یا ۲۰ میلی‌گرم ستیریزین وجود نداشت. به این ترتیب، نفوذ مغز و اشغال گیرنده H1 مغز توسط ستیریزین وابسته به دوز است و بر این اساس، در حالی که ستیریزین در دوزهای ۵ تا ۱۰ میلی‌گرم غیر آرام‌بخش یا آرام‌بخش خفیف گزارش شده‌است، در مطالعات دیگر گزارش شده‌است که دوز بالاتر ۲۰ میلی‌گرم باعث خواب آلودگی قابل توجهی می‌شود.
ستیریزین همچنین خواص ضد التهابی مستقل از گیرنده‌های H1 نشان می‌دهد. این اثر از طریق سرکوب مسیر NF-kB، و با تنظیم آزادسازی سیتوکین‌ها و کموکاین‌ها، و در نتیجه تنظیم جذب سلول‌های التهابی نشان داده می‌شود. مشخص شده‌است که کموتاکسی، ائوزینوفیل و آزادسازی LTB4 را مهار می‌کند. در دوز ۲۰ میلی‌گرم، «بون و همکاران» نشان داد که بیان VCAM-1 را در بیماران مبتلا به درماتیت آتوپیک مهار می‌کند.

### فارماکوکینتیک

#### جذب
ستیریزین پس از مصرف خوراکی به صورت قرص یا شربت به سرعت و به‌طور گسترده جذب می‌شود. فراهمی زیستی خوراکی ستیریزین حداقل ۷۰ درصد و لووستیریزین حداقل ۸۵ درصد است. Tmax ستیریزین بدون توجه به فرمولاسیون تقریباً ۱ ساعت است. فارماکوکینتیک ستیریزین با دوز در محدوده ۵ تا ۶۰ میلی‌گرم به صورت خطی افزایش می‌یابد. Cmax آن پس از یک دوز واحد، ۲۵۷ نانوگرم در میلی لیتر برای ۱۰ میلی‌گرم و ۵۸۰ نانوگرم در میلی لیتر برای ۲۰ میلی‌گرم است. غذا هیچ تأثیری بر فراهمی زیستی ستیریزین ندارد، اما مشخص شده‌است که Tmax را ۱٫۷ ساعت به تأخیر می‌اندازد؛ (یعنی Cmax تقریباً ۲٫۷ ساعت می‌شود) و Cmax را تا ۲۳٪ کاهش می‌دهد. یافته‌های مشابهی برای لووستیریزین که همراه با یک وعده غذایی پرچرب تجویز شده بود گزارش شد، که Tmax آن ۱٫۲۵ ساعت به تعویق افتاد و Cmax آن تا حدود ۳۶ درصد کاهش یافت. سطوح ستیریزین در حالت پایدار در عرض ۳ روز رخ می‌دهد و با تجویز مزمن دارو تجمع نمی‌یابد. پس از تجویز روزانه ۱۰ میلی‌گرم ستیریزین به مدت ۱۰ روز، میانگین Cmax 311 نانوگرم در میلی لیتر بود.

#### پخش
مشخص شده‌است که میانگین اتصال ستیریزین به پروتئین پلاسما ۹۳ تا ۹۶ درصد در محدوده ۲۵ تا ۱۰۰۰ نانوگرم در میلی لیتر مستقل از غلظت است. اتصال ۸۸ تا ۹۶ درصدی به پروتئین پلاسما نیز در چندین مطالعه گزارش شده‌است. این دارو با میل ترکیبی بالا به آلبومین متصل می‌شود، در حالی که گلیکوپروتئین آلفا۱ و لیپوپروتئین‌ها نقش بسیار کمتری در اتصال به پروتئین کل پلاسما دارند. کسر آزاد یا متصل نشده لووستیریزین ۸ درصد گزارش شده‌است. حجم واقعی توزیع ستیریزین ناشناخته است اما ۰٫۳ تا ۰٫۴۵ کیلوگرم بر لیتر تخمین زده می‌شود. ستیریزین به آرامی و ضعیف از سد خونی مغزی عبور می‌کند، که عمدتاً به دلیل خواص شیمیایی آن است، اما تا حدودی به دلیل فعالیت آن به عنوان یک سوبسترای P-گلیکوپروتئین است.

#### متابولیسم
ستیریزین متابولیسم گسترده‌ای را متحمل نمی‌شود. به ویژه توسط سیستم سیتوکروم P450 متابولیزه نمی‌شود. به همین دلیل، با داروهایی که آنزیم‌های سیتوکروم P450 را مهار یا القا می‌کنند، مانند تئوفیلین، اریترومایسین، کلاریترومایسین، سایمتیدین یا الکل، تداخل قابل‌توجهی ندارد. در حالی که ستیریزین تحت متابولیسم یا متابولیسم گسترده‌ای توسط آنزیم سیتوکروم P450 قرار نمی‌گیرد، متابولیسم آن توسط روش‌های دیگری انجام می‌شود که مسیرهای متابولیکی آن شامل اکسیداسیون و کونژوگاسیون است. رادیواکتیویته پلاسما که به ستیریزین تغییر نیافته نسبت داده می‌شود بیش از ۹۰ درصد در ۲ ساعت، ۸۰ درصد در ۱۰ ساعت و ۷۰ درصد در ۲۴ ساعت است که نشان دهنده متابولیسم محدود و کند است. آنزیم‌های مسئول تبدیل ستیریزین شناسایی نشده‌اند.

#### دفع
ستیریزین تقریباً ۷۰ تا ۸۵ درصد از طریق ادرار و ۱۰ تا ۱۳ درصد از طریق مدفوع دفع می‌شود. حدود ۵۰ یا ۶۰ درصد ستیریزین دفع شده در ادرار بدون تغییر است. از طریق یک مکانیسم انتقال فعال از طریق ادرار دفع می‌شود. نیمه عمر حذف ستیریزین بین ۶٫۵ تا ۱۰ ساعت در بزرگسالان سالم است که میانگین آن در مطالعات تقریباً ۸٫۳ ساعت است. مدت اثر آن حداقل ۲۴ ساعت است. نیمه عمر حذف ستیریزین در افراد مسن به ۱۲ ساعت، در نارسایی کبد تا ۱۴ ساعت و در نارسایی کلیوی تا ۲۰ ساعت افزایش می‌یابد.

## شیمی
ستیریزین حاوی استریوایزومرهای L و D است. از نظر شیمیایی، لووستیریزین L-انانتیومر فعال ستیریزین است. این دارو یکی از اعضای گروه آنتی هیستامین‌های دی فنیل متیل پیپرازین است. آنالوگ‌ها شامل سیکلیزین و هیدروکسی زین هستند.

### سنتز

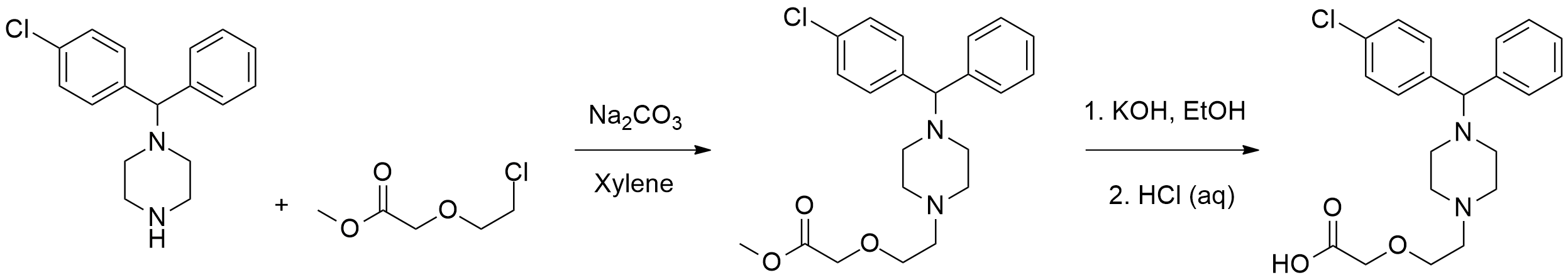
سنتز ستیریزین:

۱-(۴-کلروفنیل متیل)-پیپرازین با متیل (۲-کلرواتوکسی)-استات در حضور کربنات سدیم و حلال زایلن آلکیله می‌شود تا محصول جایگزین Sn2 در بازده ۲۸ درصد تولید شود. صابون سازی استر استات با رفلاکس کردن با هیدروکسید پتاسیم در اتانول مطلق انجام می‌شود تا بازده ۵۶ درصدی میانی نمک پتاسیم حاصل شود. سپس با هیدروکلراید آبی هیدرولیز شده و استخراج می‌شود تا ۸۱٪ محصول کربوکسیلیک اسید را به دست آورد.

## دسترسی
ستیریزین که قبلاً در بسیاری از کشورها فقط با نسخه تجویز می‌شد، اکنون بدون نسخه در بیشتر کشورها در دسترس است. در برخی کشورها، این دارو تنها در بسته‌های حاوی هفت یا ده دوز ۱۰ میلی‌گرمی بدون نسخه موجود است.
مانند بسیاری از داروهای آنتی هیستامین دیگر، ستیریزین معمولاً در ترکیب با سودوافدرین، یک ضد احتقان، تجویز می‌شود. این ترکیبات اغلب با استفاده از نام تجاری مشابه ستیریزین با پسوند "D" (مانند Zyrtec-D، Virlix-D و غیره) به بازار عرضه می‌شوند.

## تداخلات دارویی
قبل از تجویز این دارو توسط پزشک، در صورتی که داروی دیگری مصرف می‌کنید به پزشک خود اطلاع دهید. ستیریزین ممکن است با سایر داروهای آنتی هیستامین یا داروهای سرماخوردگی، مسکن، فشارخون، ضد افسردگی، ضد اضطراب، داروهای خواب‌آور و … تداخل داشته باشد.
برخی از داروهایی که با ستیریزین تداخل دارند عبارتند از:
- دیفن هیدرامین
- داروهای ضد تشنج
- کاربامازپین
- آلپرازولام
- دیازپام
- زولپیدم
- کدئین
- آمی تریپتیلین
- ریتالین
- کلرپرومازین
- ترازودون
- متادون
- ترامادول
- آسپرین
- استامینوفن
- کاپتوپریل و …

## نکات مصرف
- این دارو برای کودکان زیر دو سال مناسب نمی‌باشد.
- چنانچه به بیماری‌های مزمن کبد مبتلا هستید از این دارو استفاده نکنید.
- اطلاعاتی مبنی بر بروز وابستگی و سوءمصرف با ستیریزین وجود ندارد.
- اگر مبتلا به صرع هستید یا در معرض تشنج قرار دارید باید قبل از مصرف قرص ستیریزین با پزشک خود مشورت کنید.
- حداکثر اثر دارو یک ساعت بعد از مصرف ظاهر می‌شود. در صورت مصرف با غذا سرعت جذب دارو کاهش می‌یابد.
- می‌توانید از قرص‌های ستیریزین قبل یا بعد از غذا استفاده کنید. همچنین می‌توانید این قرص را با استفاده از یک لیوان نوشیدنی یا آب مصرف کنید.
- اگر هر یک از علایم عوارض قرص ستیریزین که در بالا عنوان شده‌است ادامه یافت یا برای شما مشکلاتی ایجاد کرد بهتر است پزشک یا متخصص خود را در جریان قرار دهید.
- مصرف قهوه و چای می‌تواند از گیجی ناشی از دارو بکاهد.
- اگر با مصرف دارو خواب‌آلودگی روی دهد، از انجام فعالیت‌های مخاطره‌آمیز خودداری کنید.[۸]

## مصرف در دوران بارداری و شیردهی
این دارو معمولاً در دوران حاملگی خطری برای جنین ندارد و مصرف ستیریزین در دوران بارداری مانعی ندارد ولی توجه داشته باشید که در موقع تجویز پزشک، حامله بودن خود را به پزشک اطلاع دهید.